# Людовик I де Бурбон-Вандом

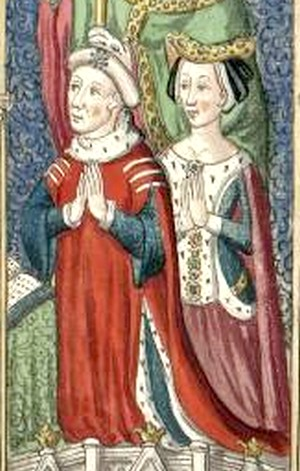

Людовик I де Бурбон (фр. Louis Ier de Bourbon; 1375 / 1376 — 21 грудня 1446) — граф Вандома з 1403 року, сеньйор де Мондубло з 1406, д'Епернон і де Ремалард, Великий камергер Франції з 1408, Головний розпорядник французького двору (метр де Л'Отель) в 1413–1415, 1425–1446 роках, титулярний граф Шартра в 1425 році, французький воєначальник, генерал-лейтенант Шампані, Брі і Пікардії 1413–1415 рр., генерал-лейтенант Шартра, Боса і Вандомуа, другий син Жана I де Бурбон, графа Ла-Марського, і Катерини де Вандом, графині Вандома і Кастра, родоначальник гілки Бурбон-Вандом.

## Життєпис
Після смерті батька Людовика, Жана, в 1393 році, його володіння були розділені. Марш успадкував його старший син Жак II, який з спадщини матері також успадкував і Кастр. А Людовик отримав Вандом, що до цього знаходився під управлінням його матері, Катерини де Вандом. З 1393 року він допомагав матері в управлінні графством, а з 1403 року мати повністю передала йому Вандом. У 1406 році Людовик також викупив сеньйорію Мондубло у Вандомуа, якою колись володіли предки його матері.
Наприкінці 1390-х років Людовик взяв участь у поваленні англійського короля Річарда II, підтримавши Генріха, графа Дербі, що став у 1399 році під ім'ям Генріха IV королем Англії.
Повернувшись до Франції, Людовик опинився серед прихильників герцога Людовіка Орлеанського. Тому під час конфлікту між прихильниками герцога Орлеанського і герцога Бургундії Жана Безстрашного, які сперечалися за регентство при божевільному королі Карлі VI Людовик тримав сторону Орлеанської партії. Після вбивства 1407 року герцога Орлеанського Людовик Вандомський на деякий час опинився в полоні у Жана Безстрашного. Незважаючи на те, що він був прихильником Орлеанської партії, яку очолив граф Бернар VII д'Арманьяк, який взяв опіку над синами убитого герцога, Жан Безстрашний, що став регентом, 17 квітня 1408 року зробив Людовика Вандомського великим камергером Франції.
У липні 1422 року бургундці напали на Вандом, в результаті чого Людовик знову на деякий час потрапив до полону. Звільнений він був за результатами Осерської угоди.
Після того, як Арманьяки у 1413 році взяли верх над Бургіньйонами, Людовик в листопаді того ж року був призначений Головним розпорядником французького двору, а також генерал-лейтенантом Шампані, Брі і Пікардії. У цей період він неодноразово виконував різні дипломатичні доручення. Так він їздив послом до Англії, щоб переконати короля Генріха V не відновлювати Столітню війну, однак успіху не добився.
Після висадки в 1415 році англійців у Франції Людовик, як і багато інших представників французької знаті, брав участь у переможній для англійців битві під Азенкуром 24 жовтня 1415 року. У битві загинуло багато французьких лицарів, а Людовик, як і його родич, герцог Жан I де Бурбон, потрапив в полон до англійців. Його полонив сер Джон Корнуолл. Людовик був відвезений до Лондона, де був переданий королю Генріху V, який помістив Людовика до Тауера. За звільнення король зажадав величезну суму в 100000 екю, якої у Людовика не було. Людовик був звільнений 1422 року, коли він зміг заплатити 54000 екю.
Повернувшись до Франції, Людовик став підтримувати дофіна Карла, виступаючи проти умов угоди в Труа, за якою спадкоємцем Карла VI Французького проголошувався король Генріх V. Генріх V і Карл VI померли в 1422 році, і королем Англії та Франції був оголошений малолітній син Генріха V і французької принцеси Катерини Генріх VI. Регентом при ньому став брат Генріха V, Джон Ланкастерський, герцог Бедфорд.
Дофін Карл, який оголосив також себе королем Франції під ім'ям Карл VII, спробував боротися проти англійців. 31 липня 1423 року Людовик Вандомський брав участь у складі французько-шотландської армії Карла в битві під Краваном, однак битву виграла англо-бургундська армія. При цьому Людовик знову потрапив у полон. Після цього герцог Бедфорд оголосив про позбавлення Людовика графства Вандом, куди він призначив новим графом Роберта Віллоубі, 6-го барона Віллоубі з Ересбі. Це призначення було затверджене 20 вересня 1424 року королівською грамотою, а 25 травня 1427 року ця призначення було підтверджено.
Людовик пробув у новому полоні до 1425 року, коли йому вдалося втекти. На честь звільнення Людовик пізніше щорічно влаштовував спеціальне свято, під час якого оголошував помилування одному ув'язненому. Прибувши до Карла VII, Людовик отримав від нього титул графа Шартра. Однак цей титул ніколи підтверджений не був. Крім того, Карл знову дарував Людовику посаду Головного розпорядника французького двору.
У 1428–1429 роках Людовик у складі армії Жанни д'Арк брав участь в облозі Орлеана. Після звільнення Орлеана у травні 1429 року, Людовик в тому ж 1429 році командував одним із загонів французів у битвах під Жаржо (11–12 червня), Менге (15 червня), Божансі (16 червня), а також (ймовірно), в битві під Пате (18 червня).
17 липня 1429 року Людовик брав участь в коронації Карла VII у Реймсі, де був одним з шести світських перів. При цьому Людовик під час церемонії виконував обов'язки герцога Гієньського, титул якого належав королю Англії.
Після коронації Людовик отримав під своє командування армії Іль-де-Франса і Шампані. У вересні 1429 року Людовик брав участь у невдалій облозі Парижа. А в травні 1430 року армія під його командуванням була розбита під Суассоном. Після цього Людовик розпустив армію, в результаті чого Жанна д'Арк залишилася без підмоги під Комп'єньом з невеликим загоном, де і потрапила в полон.
У жовтні 1430 року Людовик в складі армії, якій П'єр II де Брезі, повернувся до Комп'єні, де їм вдалося розбити англійців і зняти облогу з міста. В результаті в полон потрапили багато англійців, в тому числі і командувач Томас Кірієл. Однак облога Арраса, де знаходилася в полоні Жанна д'Арк, була невдалою.
У 1435 році Людовик був одним зі свідків при укладенні Арраської угоди, за якою герцог Бургундії перейшов на бік Карла VII.
У 1438 році Людовик був посередником під час домовленостей про укладення шлюбу між Катериною, дочкою Карла VII, і спадкоємцем герцога Бургундії — Карлом, графом Шаролє.
У 1440 році Людовик взяв участь у повстанні проти реформування армії королем. Повстання було придушене в липні того ж року, але Людовик був помилуваний королем.
У 1444 році в Труа між Францією і Англією було укладено перемир'я. В 1446 році Людовик був посланий до Англії, щоб сприяти продовженню перемир'я. Після повернення з Англії він помер в Турі 21 грудня 1446 року.
Тіло Людовика було поховано в монастирській церкві Сен-Жорж у Вандомі. Серце Людовика поховали у Вандомськоі капелі Шартрського собору, будівництву якого він сприяв.
Успадковував майно Людовика I його єдиний син Жан .

## Шлюб і діти
1-а дружина: з 21 грудня 1414 року — Бланка де Русі (пом. 22 серпня 1421), дочка Гуго II, графа де Русі, і Бланки де Куси.
Дітей від цього шлюбу не було.
2-а дружина: 24 серпня 1424 (Ренн) Жанна де Лаваль (пом. 18 грудня 1468), дама де Канзійон, дочка Гі XIII де Лаваля та Анни, пані де Лаваль і Витри. Діти:
- Катрін (1425 — пом. у юності)
- Габріель (1426 — пом. в юності)
- Жан VIII (бл. 1428 — 6 січня 1477), граф Вандома, сеньйор де Мондубло, д'Епернон і де Ремаланд з 1446

Також у Людовика був один позашлюбний син від зв'язку з Сибіллою Бостам:
- Жан бастард де Вандом (бл. 1440 — після 1496), сеньйор де Пре, де Восс і де Бонневаль, губернатор Вандомуа в 1489, легітимізований у травні1446 і 2 лютого 1469 рр.